# Donker is de nacht
Donker is de nacht (Russisch: Тёмная ночь, letterlijk donkere nacht) is een welbekend Sovjet-lied geassocieerd met de Grote Vaderlandse Oorlog. Het lied werd gespeeld door Mark Bernes in de in 1943 gemaakte oorlogsfilm Twee soldaten (Russisch: Два бойца).
Het nummer werd speciaal voor de film Twee soldaten gecomponeerd door Nikita Bogolovski. De tekst is geschreven door Vladimir Agatov. Leonid Oetjosov was de eerste die het liedje opnam, zonder kennis en zonder toestemming van de auteurs en filmmakers. Maar het was Bernes' uitvoering die het liedje populair maakte. In de film is Bernes een soldaat, die 's nachts terugdenkt aan zijn vrouw en pasgeboren kind, terwijl hij het lied zingt.
- MusicBrainz work: e4110848-1d04-40c1-959e-7c325f88d359